# Малиетоа Савеа
Малиетоа Савеа (сам.: Malietoa Savea) — основатель самоанской династии Малиетоа в XIII веке. Полулегендарный персонаж, история жизни которого переплетается с легендой, он родился в то время, когда Самоа была провинцией Тонганской империи, которой управлял Талакайфайки. Легенда прослеживает генеалогию предков Савеа двадцать одним поколением ранее, а сейчас сменилось уже 27 поколений династии, последним был Малиетоа Танумафили II, умерший в 2007 году.
Около 1250 года братья Савеа: Туна и Фата с племянником Улумасуи, по преданию, подняли восстание в Самоа, что привело к изгнанию тонгийских оккупационных сил.
После изгания тонгайцев во главе с их королём Талакайфайки в новом централизованном государстве доколонизационной Океании началась борьба за власть, кандидатами были Туна и Фата, между ними завязалась драка, в ходе которой оба погибли. Тогда Савеа начал молиться за братьев и они воскресли, после этого все согласились признать его власть.
Савея стал верховным вождём одновременно четырёх регионов: Уполу, Савайи, Маноно и Тутуила и принял титул Малиетоа (то есть Великий войн), основав династию с тем же названием, что и тутул.
После его смерти новым вождём стал Уиламатуту.